# ドイツの連邦州一覧 (人口順)
これは、ドイツ連邦共和国を構成する16の連邦州を、人口の多い順に並べたものである。数値の出典は、ドイツ連邦統計局 (Statistisches Bundesamt Deutschland) で、統計基準日は、2005年12月31日時点のもの。
| 順 位 | 州名                               | 人口（人） | 連邦参議院（上院） | 連邦参議院（上院） |
| 順 位 | 州名                               | 人口（人） | 投票権数           | 1票あたりの人口数  |
| ----- | ---------------------------------- | ---------- | ------------------ | ------------------ |
| 1     | ノルトライン＝ヴェストファーレン州 | 18,058,105 | 6                  | 3,009,684          |
| 2     | バイエルン州                       | 12,468,726 | 6                  | 2,078,121          |
| 3     | バーデン＝ヴュルテンベルク州       | 10,735,701 | 6                  | 1,789,284          |
| 4     | ニーダーザクセン州                 | 7,993,946  | 6                  | 1,332,324          |
| 5     | ヘッセン州                         | 6,092,354  | 5                  | 1,218,471          |
| 6     | ザクセン州                         | 4,273,754  | 4                  | 1,068,439          |
| 7     | ラインラント＝プファルツ州         | 4,058,843  | 4                  | 1,014,711          |
| 8     | ベルリン                           | 3,395,189  | 4                  | 848,797            |
| 9     | シュレースヴィヒ＝ホルシュタイン州 | 2,832,950  | 4                  | 708,238            |
| 10    | ブランデンブルク州                 | 2,559,483  | 4                  | 639,871            |
| 11    | ザクセン＝アンハルト州             | 2,469,716  | 4                  | 617,429            |
| 12    | テューリンゲン州                   | 2,334,575  | 4                  | 583,644            |
| 13    | ハンブルク                         | 1,743,627  | 3                  | 581,209            |
| 14    | メクレンブルク＝フォアポンメルン州 | 1,707,266  | 3                  | 569,089            |
| 15    | ザールラント州                     | 1,050,293  | 3                  | 350,098            |
| 16    | ブレーメン州                       | 663,467    | 3                  | 221,156            |
|       | 合計                               | 82,437,995 | 69                 | 1,194,754          |

## 順位変動の推移
1990年のドイツ再統一により全16州となった後、第1位から第8位まで、および、第14位・第15位は不動である。第9位から第13位までの1991年時点での順位は以下の通り。
1. ザクセン＝アンハルト州
2. シュレースヴィヒ＝ホルシュタイン州
3. テューリンゲン州
4. ブランデンブルク州
5. メクレンブルク＝フォアポンメルン州
6. ハンブルク

以降、
- 1993年に、ブランデンブルク州が11位に上がり、テューリンゲン州が12位に落ちた。
- 1996年に、シュレースヴィヒ＝ホルシュタイン州が9位に上がり、ザクセン＝アンハルト州が10位に落ちた。
- 2001年に、ブランデンブルク州が10位に上がり、ザクセン＝アンハルト州が11位に落ちた。
- 2003年に、ハンブルクが13位に上がり、メクレンブルク＝フォアポンメルン州が14位に落ちた。

その結果、2005年の時点で以下のようになった。
1. シュレースヴィヒ＝ホルシュタイン州（10→9）
2. ブランデンブルク州（12→11→10）
3. ザクセン＝アンハルト州（9→10→11）
4. テューリンゲン州（11→12）
5. ハンブルク（14→13）
6. メクレンブルク＝フォアポンメルン州（13→14）